# Occupation de l'Autriche après la Seconde Guerre mondiale
1945–1955
Entités précédentes :
- Autriche nazie

Entités suivantes :
- Autriche (Deuxième République)

L'occupation de l'Autriche après la Seconde Guerre mondiale commença dès 27 avril 1945, juste avant la capitulation du Troisième Reich, et se termina officiellement avec le traité d'État autrichien (1955).

## Historique

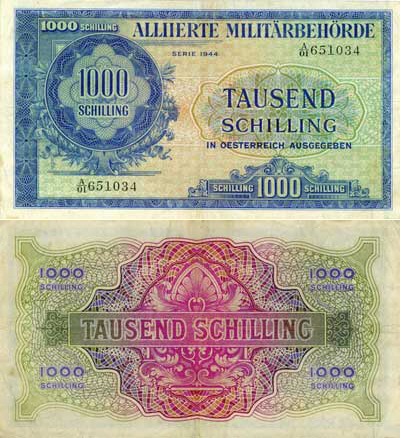
Un billet de 1000 Schilling des forces alliées. Deux types de monnaies étaient en circulation à la fin de la guerre, le Reichsmark et le Schilling des forces alliées jusqu'au rétablissement du Schilling autrichien en novembre 1945.

Après l'intégration de l'Autriche au Troisième Reich en 1938, la déclaration de Moscou proclamait en 1943 que l'Anschluss était nul et non avenu. Elle affirmait le rétablissement d'un État autrichien indépendant après la guerre comme étant le but commun des Alliés.
Après la prise de Vienne le 13 avril 1945, à la suite de l'offensive soviétique sur la ville, les forces alliées occidentales pénétrèrent en Autriche environ deux semaines plus tard. Le 27 avril 1945 — presque deux semaines avant la reddition nazie du 8 mai — le gouvernement provisoire autrichien constitué le même jour par Karl Renner proclama l'indépendance de l'Autriche vis-à-vis du Troisième Reich et instaura la Deuxième République autrichienne.
Après la capitulation et d'après les termes de la conférence de Potsdam, l'Autriche fut quand même divisée en quatre zones d'occupation alliées et Vienne, incluse dans la zone soviétique, fut divisée en quatre secteurs d'occupation, plus une « zone internationale » supplémentaire en son centre occupée à tour de rôle par chacune des forces alliées,,.
Cette situation perdura jusqu'à la signature du traité d'État autrichien en 1955.

## Zones d'occupation

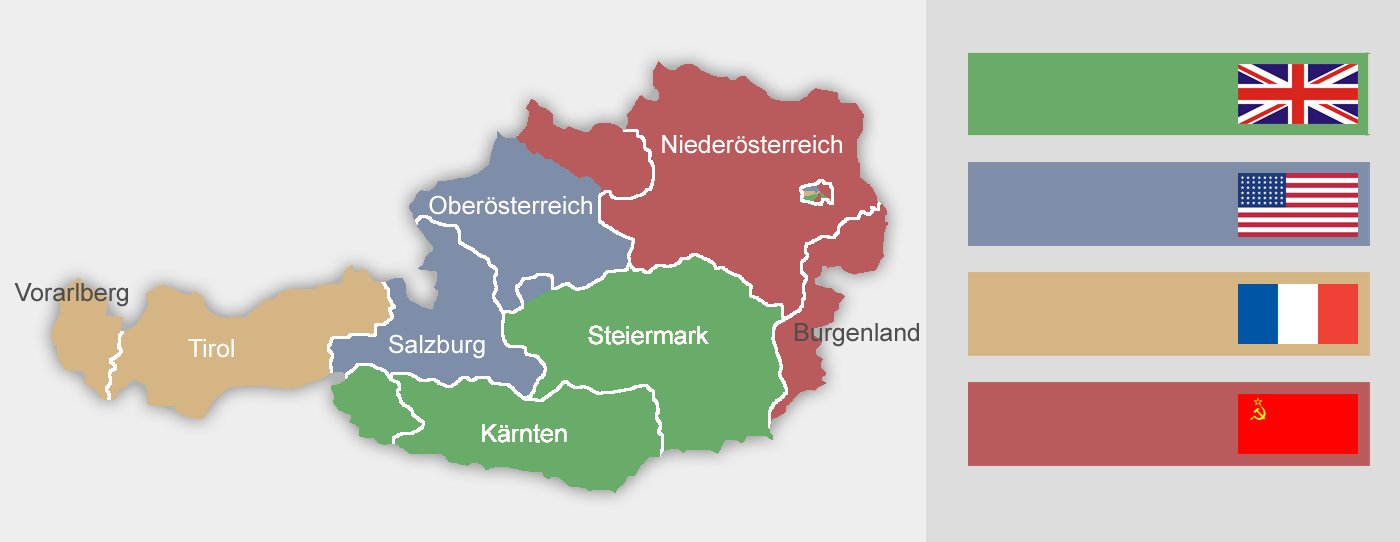
Les quatre zones d'occupation alliées de Autriche entre 1945 et 1955.

Les quatre zones d'occupation sont délimitées par un accord signé le 9 juillet 1945 à Londres et entré en vigueur le 24 juillet suivant :
- la zone Nord-Est[6] soviétique est constituée par : le Burgenland, la Basse-Autriche et la Haute-Autriche au nord du Danube (Mühlviertel) et à l'est de l'Enns ; son quartier général étant à Baden ;
- la zone Nord-Ouest[7] américaine est constituée par la province de Salzbourg[7] et la partie de la province de Haute-Autriche située sur la rive droite du Danube[7] ; son quartier général est dans le Salzkammergut ;
- la zone Sud[8] britannique est constituée par la province de Carinthie[8] — y compris le Tyrol oriental[8] (actuel district de Lienz) — et la province de Styrie[8] — à l'exception du Burgenland[8] — ; son quartier général est également dans le Salzkammergut ;
- la zone Ouest[9] française est constituée par : le Tyrol du nord et le Vorarlberg ; son quartier général étant à Innsbruck.

Le passage des lignes de démarcation entre les zones d'occupation nécessitait la détention d'une carte d'identité alliée qui était traduite dans quatre langues (allemand, anglais, russe, français) et portait des avis de confirmation de chacune des quatre forces d'occupation (soit en tout onze cachets). Cependant, les forces occidentales libéralisèrent très rapidement les procédures : ainsi, le fait de dépasser la ligne de démarcation à destination de la zone russe ou en provenance de celle-ci s'apparentait alors à un voyage à l'étranger. Les Soviétiques supprimèrent ces contrôles seulement en juin 1954.

### Occupation de Vienne

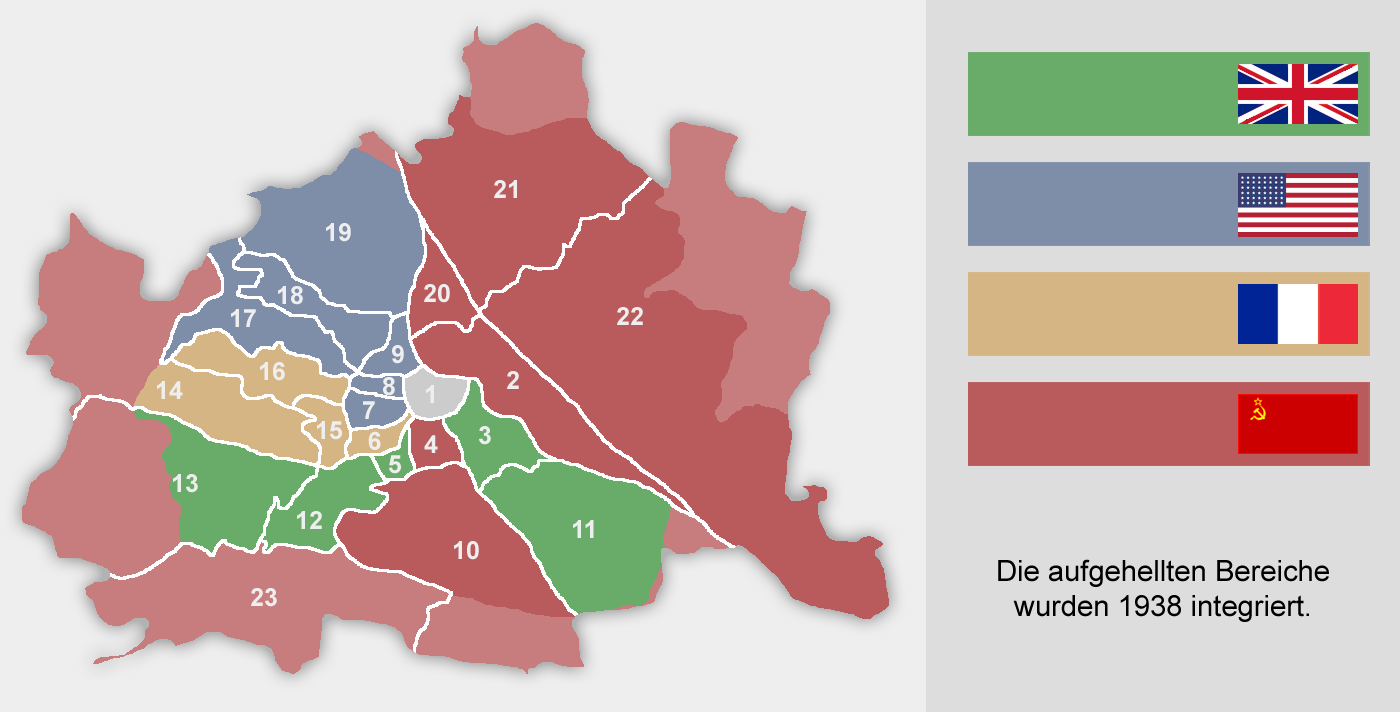
Les quatre secteurs d'occupation à Vienne. Les zones en rouge clair, bleu clair et vert clair désignent les secteurs annexés à Vienne depuis 1954, mais placés à l'époque respectivement sous occupation soviétique, américaine, britannique et française.

Comme Berlin, Vienne fut occupée uniquement dans un premier temps par les soldats soviétiques. En application de la convention de Potsdam, les autres Alliés installèrent leurs troupes dans la capitale autrichienne à partir d'août 1945. La répartition des secteurs d'occupation se fit par districts, dans les limites administratives que la ville connaissait avant 1937.
- Secteur international constitué par le 1er district (Innere Stadt soit « la ville intérieure ») connaissait un régime d'administration commune aux quatre forces d'occupation. La gestion de la zone était ainsi confiée tous les mois par roulement à chacune des forces occupantes. Les patrouilles étaient composées d'un militaire de chacune des forces d'occupation, le chef de la patrouille appartenait à la puissance qui gérait le secteur, donc changeait chaque mois.
- Secteur américain constitué par les : 7e, 8e, 9e, 17e, 18e et 19e districts ;
- Secteur britannique constitué par les : 3e, 5e, 11e, 12e et 13e districts ;
- Secteur français constitué par les : 6e, 14e, 15e et 16e districts ;
- Secteur soviétique constitué par les : 2e, 4e, 10e, 20e, 21e et 22e districts.

Les districts viennois créés postérieurement à 1938 (à partir du 23e district) se trouvaient donc en dehors des limites de la ville et dépendaient ainsi de la zone d'occupation soviétique.
Les quartiers généraux de chacune de ces forces étaient :
- pour les Américains : siège de la Oesterreichische Nationalbank, sur la Otto-Wagner-Platz
- pour les Britanniques : château de Schönbrunn
- pour les Français : hôtel Kummer à Mariahilf
- pour les Soviétiques : palais Epstein, annexe du Parlement autrichien

## Administration alliée
Le 11 septembre 1945 se constituait le Conseil allié, organe de la commission alliée pour l'Autriche qui unifiait la politique d'occupation des quatre zones, composé des quatre commandants en chef qui, plus tard, devinrent hauts-commissaires. Les premiers membres de ce conseil furent :
- le général de corps d'armée américain Mark Wayne Clark,
- le maréchal soviétique Ivan Koniev,
- le lieutenant-général britannique Richard McCreery,
- le général de corps d'armée français Antoine Béthouart.

Toutes les lois votées par le Parlement autrichien et présentées par le gouvernement fédéral au conseil allié nécessitaient l'aval de celui-ci pour leurs publications. Si le consentement n'était pas donné, la loi ne pouvait entrer en vigueur. Ainsi, en 1946, il arriva par exemple qu'une loi sur le changement des limites administratives de Vienne au profit de la Basse-Autriche (en fait, un retour à la situation antérieure à 1938) ne fut pas appliquée, par le simple refus des représentants soviétiques qui usèrent de leur véto sur ce sujet jusqu'en 1954.
Ainsi, le véto apposé par un seul des quatre représentants suffisait au début pour bloquer l'application d'une loi. Plus tard, le véto devint collectif : l'ensemble des représentants alliés devaient tous se mettre d'accord pour bloquer la procédure. En conséquence, les objections alliées devinrent alors très rares.
Les effectifs des armées d'occupation étaient initialement de 700 000 hommes. En 1955, les puissances occidentales ont réduit leurs forces à environ 20 000 hommes et les forces soviétiques à 40 000. Les coûts d'occupation devaient être couverts par l'Autriche (initialement jusqu'à 35 % de son budget; au 3 décembre 1946, le quota est descendu à 15 %). En 1947, les États-Unis ont déclaré qu'ils paieraient leurs propres coûts d'occupation ; les trois autres puissances ont fait de même en 1953.
Le Conseil allié fut également chargé de la dénazification. Toutefois, dès 1946 les priorités se modifièrent, celle-ci étant transférée au gouvernement autrichien en février 1946, le Counter Intelligence Corps (CIC) américain ne conservant qu'un rôle général de supervision, qui s'acheva en mai 1947. Le 430e détachement du CIC américain, auparavant consacré à la dénazification, mit au rang de priorité la surveillance des organisations communistes. Celui-ci devait employer, à cette fin, le SS flamand Robert Jan Verbelen.

### Administration soviétique

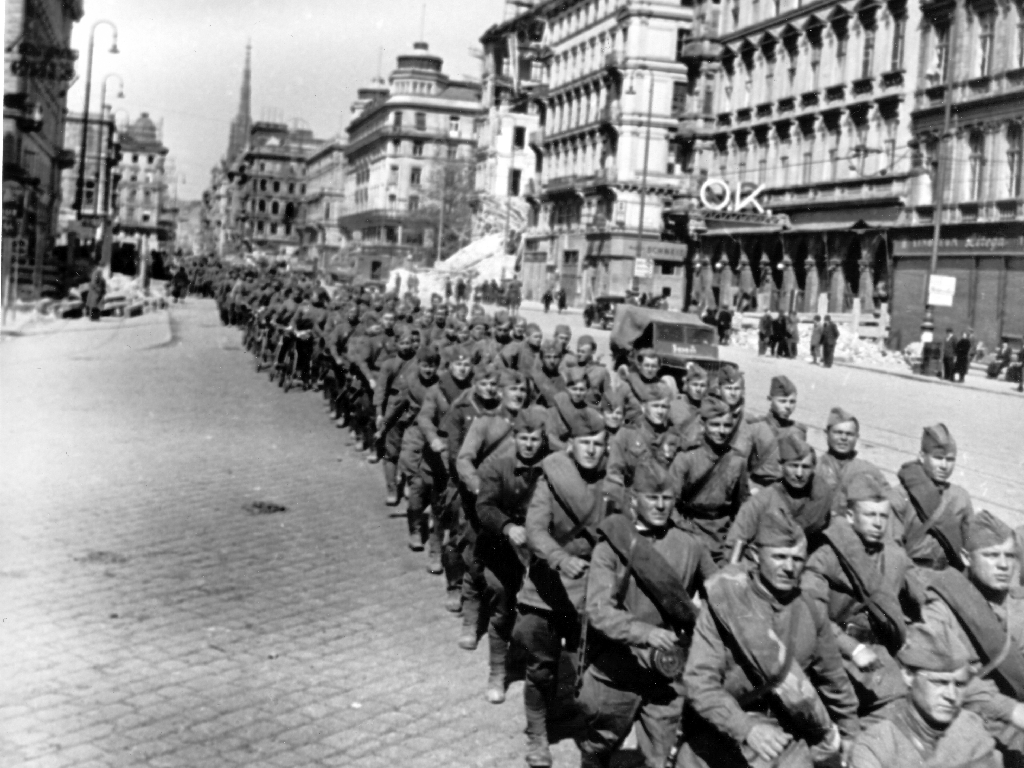
Fantassins soviétiques à Vienne.

Après la mort de Staline le 5 mars 1953, Ivan Ilyitchev, conseiller politique adjoint de la commission de contrôle de la zone d'occupation soviétique en Allemagne et maître-espion du GRU rejoint Vienne et remplace le haut commissaire Vladimir Petrovitch Sviridov.
Son arrivée est interprétée à l’Ouest comme un pas vers la pleine indépendance de l'Autriche, d’autant que le contrôle des personnes aux frontières du secteur soviétique est abrogé le 8 juin 1953.
Ilyitchev mène ensuite, pendant l’été 1953, les négociations avec les représentants de l'Autriche (le chancelier Julius Raab, le ministre des Affaires étrangères Leopold Figl et le secrétaire Bruno Kreisky). Un des points de désaccord : le versement annuel de 151 millions de shillings autrichiens à l’URSS (coût de l’entretien des troupes d’occupation soviétiques) et le statut de neutralité de l’Autriche. Comme le souligne Julius Raab : ou bien l’Autriche est neutre, et elle ne peut pas payer – ou bien l’Autriche peut commercer librement avec l’Occident, et alors elle peut payer.
Le 1er août 1953, l'Union soviétique renonce à percevoir en Autriche le prix de son occupation. Cette mesure est assimilée par beaucoup à une autorisation donnée à l’Autriche de s’allier à nouveau à l’Allemagne, de reformer l'Anschluss, et les protestations s’élèvent en URSS, et même en France. Le 17 mai 1954, lors d'une réunion à l'ambassade soviétique de Vienne, l'ambassadeur Ilyitchev obtient du chancelier Raab et du ministre des Affaires étrangères autrichien Figl des garanties formelles quant à leur absence d’arrière-pensées, et un télégramme du secrétaire d'État John Foster Dulles appuie les négociations.
Le 15 mai 1955, l'ambassadeur plénipotentiaire d'URSS en Autriche Ilyitchev en poste jusqu'en mars 1956 appose sa signature, sous celle de Molotov, au bas du Traité d'État autrichien avalisant l'indépendance de l'Autriche.
Les dernières troupes soviétiques quittent Vienne le 19 septembre 1955.

### Administration américaine

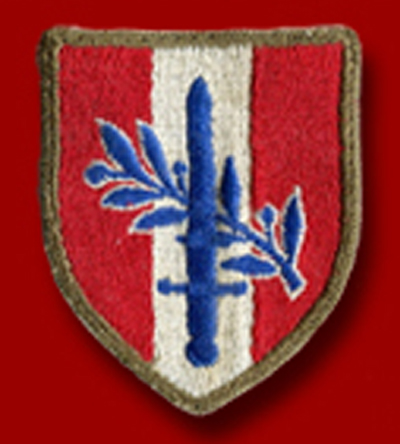
Badge des U.S. Forces in Austria.

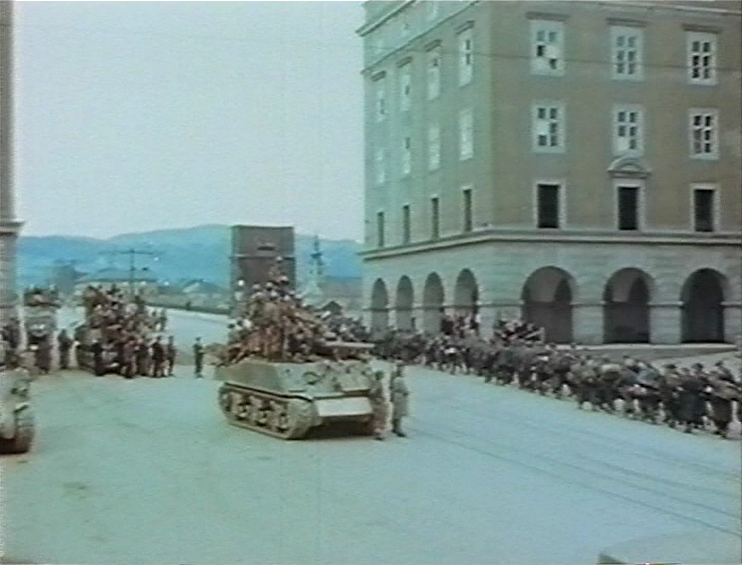
Chars américains à Linz en mai 1945.

Le 5 juillet 1945, le 15e groupe d'armées qui a effectué l'offensive de printemps 1945 en Italie est réorganisé et désigné comme United States Occupational Forces Austria (forces d'occupation des États-Unis en Autriche), puis comme United States Forces in Austria (USFA); la compagnie de quartier-général du IIe corps d'armée, la 11e division blindée - dissoute le 31 aout 1945 -, la 42e division d'infanterie et la 65e division d'infanterie sont affectées à cette formation à sa création.
Il y avait 70 000 militaires américains stationnés en Autriche à l'automne 1945, mais dès janvier 1946, la force d'occupation a été réduite à 41 000 puis à mi-1946 à 29 000 personnes, principalement du personnel de soutien et administratif. La seule grande unité de combat étant la 42e division d'infanterie.
En 1948, le 16th Infantry Regiment restant la principale unité de combat américaine en Autriche est relevé par le 350th Infantry Regiment qui forme l'ossature d'un commandement tactique - Tactical Command, U.S. Forces Austria - de taille divisionnaire créé le 31 octobre 1950 à partir de la 88e division d'infanterie.

### Administration britannique

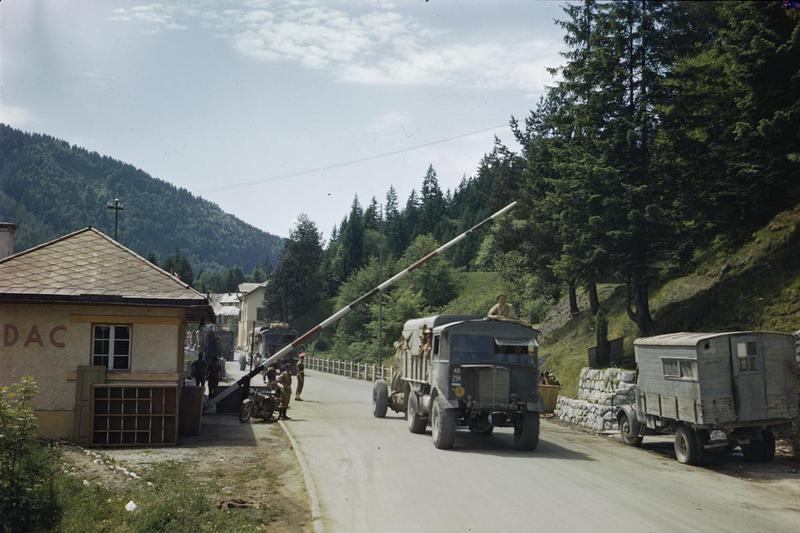
Convoi militaire britannique à la frontière entre l'Autriche et l'Italie en mai 1945.

Les forces britanniques entrent en Autriche à partir du col du Monte Croce Carnico le 7 mai 1945 devançant tout juste les forces yougoslaves. Les forces partisanes yougoslaves ont défilé en Carinthie, la déclarant sous leur contrôle, mais une présence accrue britannique met un terme à cela. La Yougoslavie a continué de plaider cette revendication jusqu'en 1949.
Les British Troops Austria (BTA), indépendantes de la British Army of the Rhine comptent à l'origine deux divisions. La 78e division d'infanterie en Carinthie, son quartier général à Klagenfurt étant couplée à celui de la BTA, et la 46e division d'infanterie dans la état de Styrie avec son QG à Graz. Le contingent à Vienne est une unité indépendante.

### Administration française
Antoine Béthouart nommé au commandement en chef des forces françaises en Autriche avant de devenir haut-commissaire de 1946 à 1950, avec le grade de général d'armée à partir de 1948. La zone d'occupation française en Autriche comprenait une partie du Tyrol et le land de Vorarlberg. Dans le secteur français de Vienne, il fonde le lycée français de Vienne. Afin de résider dans la capitale, il réquisitionne à Hütteldorf la villa de la princesse de Windischgrätz (1883-1963), dite l'« archiduchesse rouge », petite-fille de l'empereur François-Joseph.
Après la fin de la guerre en mai 1945, l'armée française n'a laissé que la 4e division marocaine de montagne. Elle fut remplacée le 4 septembre 1945 par la 27e division alpine considérablement réduite
Début janvier 1946, la force française d'occupation comptait 20 000 hommes. À la fin du mois, il n’en restait 15 000 et en mai 1946, les troupes furent encore réduites à 8 000 hommes.

## Monnaie
Dès 1945, une loi (Schillingsgesetz) rétablit le schilling comme unité monétaire. Le 27 octobre 1946, la Banque nationale d'Autriche fixe son taux de change à 10 schillings pour 1 dollar américain,. Le 21 novembre 1949, le schilling est dévalué et trois taux de changes sont créés, à savoir : un « cours de base » à 14,40 schillings, un « cours prime » à 26 schillings et un « cours mixte » à 21,36 schillings pour 1 dollar américain. Le 6 octobre 1950, le « cours de base » est supprimé. Le 4 mai 1953, les cours sont unifiés : celui à 26 schillings pour 1 dollar américain reste seul en vigueur.

## Fin de l'occupation
Le traité d'État autrichien est signé le 15 mai 1955 au palais du Belvédère à Vienne, en Autriche, entre les forces occupantes alliées — les États-Unis, l'URSS, la France et la Grande-Bretagne — et le gouvernement autrichien. La commission alliée pour l'Autriche est dissoute. Le 27 juillet, le traité entre en vigueur. Les forces d'occupation quittent l'Autriche le 25 octobre 1955. Le 26, le dernier soldat d'occupation quitte l'Autriche. Le même jour, le Parlement autrichien vote à la presque unanimité la Neutralité permanente de l'Autriche. Le 14 décembre, l'Autriche est admise à l'Organisation des Nations unies.

## Dans la culture populaire

### Filmographie

#### Cinéma
- La division et l'occupation de Vienne en quatre zones sont relatées dans plusieurs films ;
- 1949 : 
  - Le Danube rouge de George Sidney.
  - Le Troisième Homme, au début du film le narrateur explique avec humour le fonctionnement de l'occupation alliée.
- 1951 : Quatre dans une jeep, met en scène la patrouille de police militaire internationale circulant dans Vienne durant l'occupation.
- 1952 : Vienne, premier avril an 2000 réalisé par Wolfgang Liebeneiner dénonce l'occupation de l'Autriche par les Puissances Alliées.
- 1969 : Avant que vienne l'hiver avec David Niven et John Hurt se déroule dans l'Autriche occupée. Au printemps 1945, le lieutenant britannique Francis Pilkington, un linguiste, prend ses fonctions sous les ordres du major Burnside, dans un camp de réfugiés à la frontière entre l'Autriche et la Russie. Les officiers doivent déterminer quels réfugiés doivent être envoyés en zone américaine et lesquels doivent être assignés à la zone soviétique. On y voit une carte des zones d'occupation.

### Roman
- 2018 : Hauts-fonds de Dov Lynch se déroule principalement à Vienne entre avril et décembre 1945, au moment de la mise en place de l'occupation quadripartite alliée.
- 1991: dans le troisième opus de la Trilogie Berlinoise de Philip Kerr, Un Requiem Allemand, le détective Bernie Gunther enquête dans Vienne occupée. Il a affaire avec toutes les organisations d'occupation, nous fait traverser les quartiers de la capitale en partie détruite, en proie au marché noir.